# П'єве-ді-Коріано
П'єве-ді-Коріано (італ. Pieve di Coriano) — муніципалітет в Італії, у регіоні Ломбардія, провінція Мантуя.
П'єве-ді-Коріано розташовані на відстані близько 370 км на північ від Рима, 160 км на схід від Мілана, 28 км на південний схід від Мантуї.
Населення — 1069 осіб (2014).
Щорічний фестиваль відбувається 16 серпня. Покровитель — святий Рох.

## Демографія
Населення за роками:

Станом на 31 грудня 2014 року в муніципалітеті офіційно проживало 60 іноземців з 11 країн, серед них 22 громадяни країн Євросоюзу та 12 громадян України.

## Сусідні муніципалітети
- Остілья
- Поджо-Руско
- Куїнджентоле
- Ревере
- Сківенолья
- Серравалле-а-По
- Вілла-Пома